# روزی روزگاری یک پلیس
روزی روزگاری یک پلیس (چکی: Byl jednou jeden polda) یک فیلم کمدی چکی به کارگردانی یاروسلاو سوکوپ است که در سال ۱۹۹۵ منتشر شد. از بازیکران این فیلم می‌توان به رودولف هروشینتسکی و سیمونا کرائینووا اشاره کرد.